# Station Geerdijk
Station Geerdijk is een voormalige halte in Geerdijk en werd geopend op 1 oktober 1906. Het station was gelegen aan de spoorlijn Mariënberg - Almelo, tussen de stations Vroomshoop en Mariënberg. Het station heette tot 1952 Vroomshoop-Geerdijk. Het station werd voor het laatst bediend in de nacht van 29 op 30 april 2016.

## Achtergrond
Het station had twee perrons, beide aan hetzelfde spoor, van elkaar gescheiden door een overweg. De trein stopte, vanuit de rijrichting gezien, op het perron na de spoorwegovergang, zodat de overweg direct weer vrijgegeven kon worden.
Station Geerdijk was het op twee na minst gebruikte station van Nederland. Het kende volgens tellingen van ProRail over 2005 slechts 60 in- en uitstappers per dag. Alleen Enschede De Eschmarke en Station Leeuwarden Achter de Hoven werden minder gebruikt. Station Enschede De Eschmarke kent volgens tellingen van ProRail over 2006 slechts 54 in- en uitstappers per dag. Station Leeuwarden Achter de Hoven had slechts 10 in- en uitstappers per dag en werd voor het laatst bediend op 31 augustus 2018.

## Sluiting
Het station Geerdijk werd op vrijdag 29 april 2016 voor het laatst bediend. Om een rechtstreekse treinverbinding tussen Almelo en Hardenberg mogelijk te maken moeten de treinen tussen Almelo en Mariënberg er korter over doen qua reistijd. 
Degenen die voorheen in Geerdijk in- of uitstapten zullen nu gebruik moeten maken van stations Vroomshoop of Mariënberg, die tussen de 2 en 4 kilometer van Geerdijk liggen.

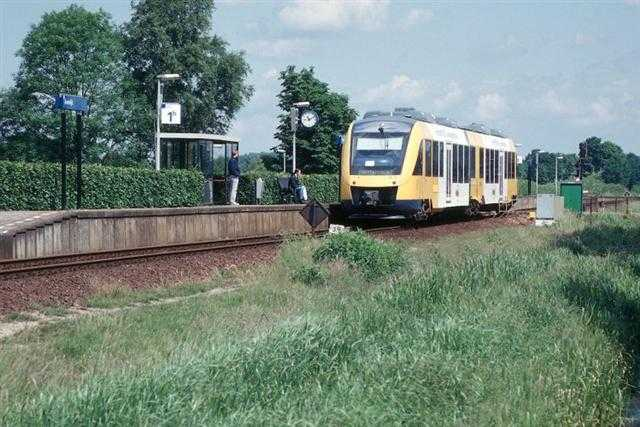
Station Geerdijk met een Syntus Lint

0,0: Mariënberg ·
3,8: Geerdijk ·
6,0: Vroomshoop ·
7,8: Daarlerveen ·
10,1: Westerhoeve ·
12,5: Vriezenveen ·
16,2: Aadorp ·
18,8: Almelo
Almelo · 
-De Riet · 
Borne · 
Daarlerveen · 
Dalfsen · 
Delden · 
Deventer · 
-Colmschate · 
Enschede · 
-De Eschmarke · 
-Kennispark · 
Glanerbrug · 
Goor · 
Gramsbergen · 
Hardenberg · 
Heino · 
Hengelo · 
-Gezondheidspark ·
-Oost · 
Holten · 
Kampen · 
-Zuid ·
Mariënberg · 
Nijverdal · 
Oldenzaal ·
Olst · 
Ommen · 
Raalte ·
Rijssen · 
Steenwijk · 
Vriezenveen · 
Vroomshoop · 
Wierden · 
Wijhe · 
Zwolle · 
-Stadshagen
Stations van de Museum Buurtspoorweg:
Haaksbergen · Zoutindustrie · Boekelo

Voormalige stations: zie de lijst van voormalige spoorwegstations in Overijssel